# Delano (Kalifornien)
Delano ist eine Stadt im US-Bundesstaat Kalifornien im Kern County. Das U.S. Census Bureau hat bei der Volkszählung 2020 eine Einwohnerzahl von 51.428 auf einer Fläche von 26,3 km² ermittelt.
Delano wurde am 14. Juli 1873 als Eisenbahnstation gegründet. Der Name wurde der Stadt von der Southern Pacific Railroad gegeben, um Columbus Delano, den damaligen Vorsitzenden des amerikanischen Bundesministeriums des Innern, zu ehren.
Außerdem ist Delano neben Chino, Folsom und San Quentin ein bedeutendes Gefängnis, in dem auch ein Teil der Handlung des Monumentalfilms Blood in, Blood out – Verschworen auf Leben und Tod spielt.

## Söhne und Töchter (Auswahl)
- Dack Rambo (1941–1994), Schauspieler